# Los Ebanos Ferry

Die Los Ebanos Fähre, offiziell als Fähre Los Ebanos-Diaz Ordaz bekannt, ist eine handbetriebene Seilfähre, die über den Rio Grande zwischen Los Ebanos, Texas und Ciudad Gustavo Díaz Ordaz, Tamaulipas Nordostmexiko verkehrt. Es ist heute die letzte ihrer Art entlang des gesamten Rio Grande, die im Grenzverkehr USA-Mexico verkehrt. Die Fähre kann bis zu 3 Personenwagen transportieren. Der Betrieb der Fähre wird von den Einwohnern der beiden Grenzstädte unterhalten.